# Leptataspis papuensis
Leptataspis papuensis är en insektsart som först beskrevs av Butler 1874.  Leptataspis papuensis ingår i släktet Leptataspis och familjen spottstritar. Inga underarter finns listade i Catalogue of Life.